# اچ‌ام‌اس رورکوال (اس۰۲)
اچ‌ام‌اس رورکوال (اس۰۲) (به انگلیسی: HMS Rorqual (S02)) یک زیردریایی بود که طول آن ۲۹۰ فوت (۸۸ متر) بود. این زیردریایی در سال ۱۹۵۶ ساخته شد.